# Wikiwand
Wikiwand è un'interfaccia software proprietaria, per visualizzare le voci di Wikipedia. Definita "Wikipedia modernized" (Wikipedia modernizzata), è sviluppata come estensione dei comuni browser. Esiste anche in versione app per dispositivi mobili.

## Storia
Nel 2013, Lior Grossman e Ilan Lewin fondarono Wikiwand. 
Nell'agosto 2014, avvenne il lancio ufficiale.
L'interfaccia include:
- barra laterale
- barra di navigazione
- rinnovata veste grafica
- collegamento a versioni di Wikipedia in molteplici lingue
- funzione di anteprima delle voci[5]

L'indice dei contenuti compare sul lato sinistro
Grossman dichiarò che «a nostro parere non ha senso che il quinto sito Web più visitato al mondo, utilizzato da mezzo miliardo di persone, abbia un'interfaccia non aggiornata da più di un decennio. 
L'interfaccia di Wikipedia sembra poco ordinata, di difficile lettura (grandi blocchi di testo di piccole dimensioni), poco navigabile, e scarsamente usabile».

## Disponibilità
Dal sito ufficiale di Wikiwand, risulta che l'interfaccia è disponibile per i seguenti browser: Chrome, Safari e Firefox. Nel 2015, Wikiwand ha distribuito l'applicazione per iPhone e iPad.

## Modello di sviluppo
Wikiwand ha raccolto 600.000 dollari per finanziare lo sviluppo completo dell'interfaccia. La società di Tel Aviv punta ad incrementare questi fondi tramite la raccolta pubblicitaria tramite l'integrazione di pubblicità per libri, manuali, articoli di giornale. Ha inoltre annunciato che avrebbe destinato il 30% dei profitti alla Wikimedia Foundation.
I contenuti di tipo testuale sono pubblicati con licenza Creative Commons di tipo BY-SA 4.0, con la possibilità di aggiungere ulteriori condizioni. immagini, audio e video sono disponibili con le rispettive licenze d'uso.
Le pagine possono essere condivise su Facebook, Gmail e Twitter. Un collegamento all'inizio e alla fine delle pagine consente di modificare direttamente la voce di Wikipedia. Le voci non possono essere modificate nella copia locale di Wikiwand.